# Мегахерц (група)
„Мегахерц“ е немска индъстриъл метъл група, основана през 1993 г. в Мюнхен, Германия.

## История
Името на състава е образувано от сливането на имената на групите „Мегадет“ и „Wildecker Herzbuben“ (немска фолк метъл група). Петорката от Мюнхен започва да свири музика, която те самите отнасят към жанра Нойе дойче херте. Групата изпълнява смес от кросоувър, гръндж и индастриъл метъл, макар че всички текстове са на родния език. Голямо влияние върху музикантите оказват състави как „Клоуфингър“, „Алис ин Чейнс“, „Саундгардън“, „Нирвана“, „Найн Инч Нейлс“, „Пантера“, и „Рейдж Агейнст дъ Мъшин“. Първото демо, Herzwerk, излиза през 1995 г. и, благодарение на немските текстове, веднага привлича вниманието на местните радио- и телевизионни станции.
Оригинален състав на групата:
- Алекс Веселски (вокал)
- Марк Бретман (ритъм китара)
- Йозеф Каледер (бас китара)
- Tобиас Тринкъл (ударни)
- Кристиан Харингер (клавишни)